# Établissements Duport
Duport war ein französischer Hersteller von Automobilen.

## Unternehmensgeschichte

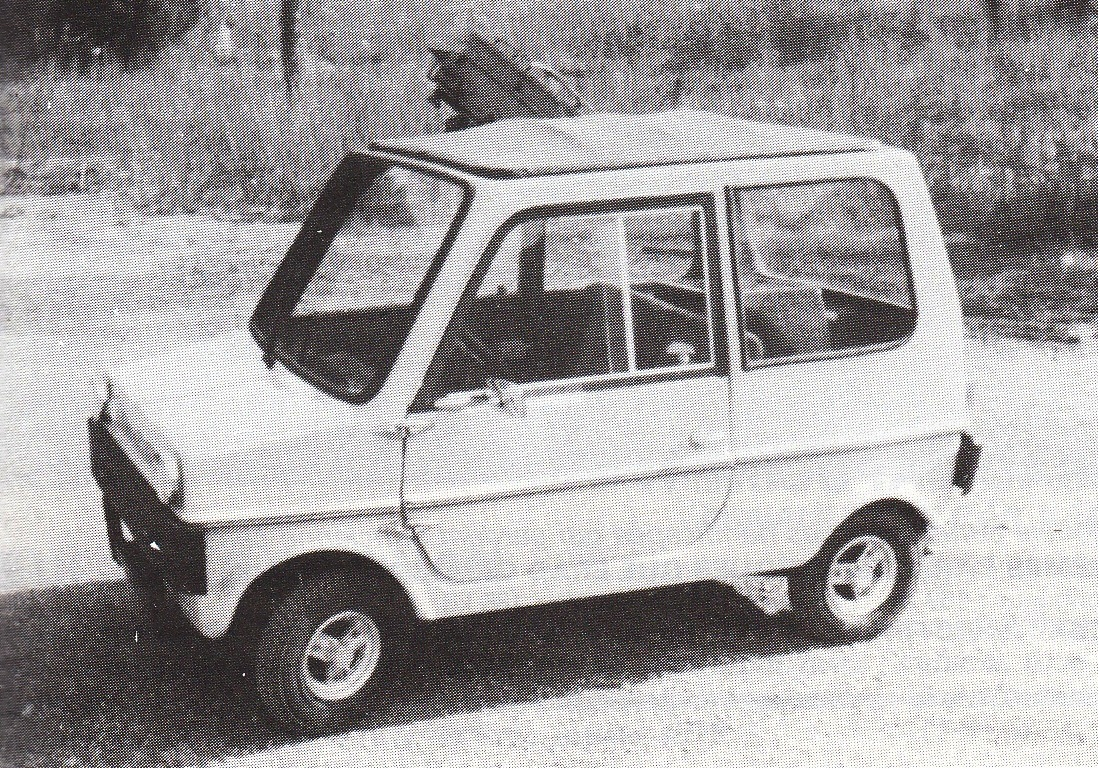
DUPORT Caddy (1981)

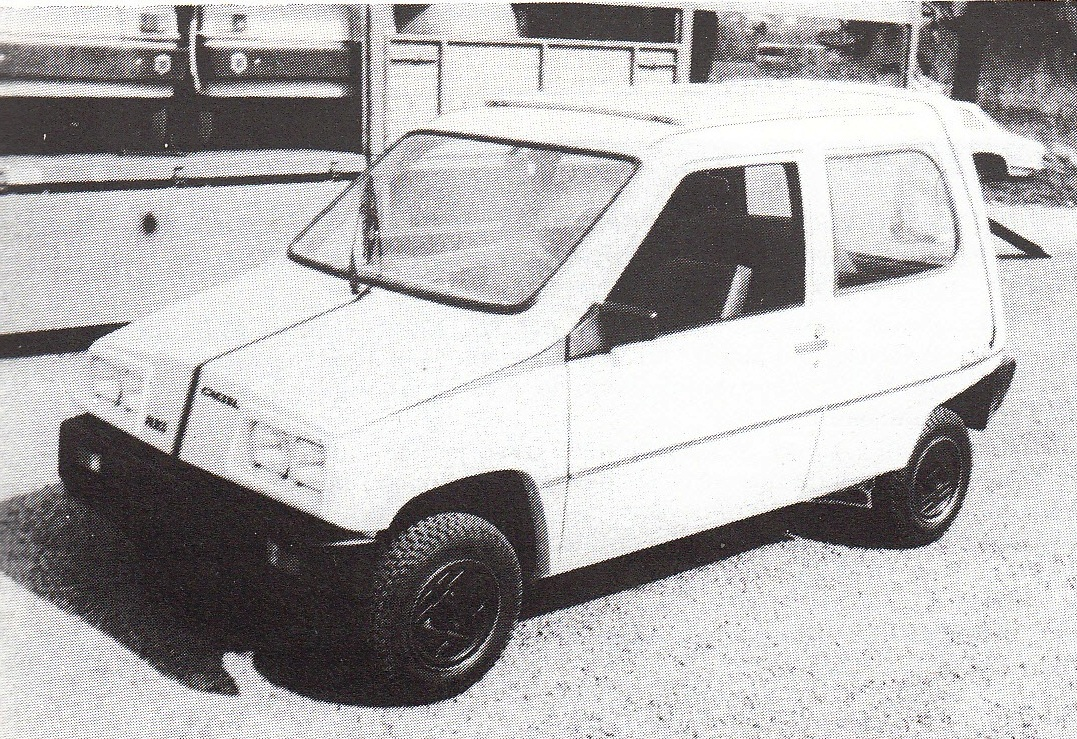
DUPORT Parco (1981)

Guy Duport gründete 1977 das Unternehmen Établissements Duport in Saint-Ferréol und begann mit der Produktion von Automobilen. Der Markenname lautete Duport. 1992 erfolgte eine Umfirmierung in Société Nouvelle Duport. 1994 endete die Produktion.

## Fahrzeuge
Im Angebot standen Kleinstwagen. Für den Antrieb sorgte ein Dieselmotor von Lombardini mit 510 cm³ Hubraum. Das erste Modell Caddy war ein Zweisitzer. Ab 1981 gab es außerdem die Modelle 511 mit 2 + 2 Sitzen sowie Parco mit vier Sitzen.